# 上田麗奈
上田 麗奈（うえだ れいな、1994年1月17日 - ）は、日本の女性声優、歌手。富山県富山市出身。81プロデュース所属。

## 経歴
小学校時代に演劇クラブに入って以降、高校まで演劇を続ける。特に高校時代はキャストから音響まで幅広く経験している。
中学生の時、同じ演劇部に所属していた女の子が声優志望であったため、初めて声優を職業として認識する。彼女を尊敬していた上田は「素晴らしい職業に違いない」と意識し、また「自分の性格を変えたい」と思ったことも声優を目指したきっかけの1つだという。高校3年生の進路選択のときに声優オーディションに挑戦してみようと思い立ち、締め切り3日前ぐらいに履歴書を送る。
2011年、「第5回81オーディション」で準グランプリを受賞。2012年に81アクターズスタジオに入所、在籍中に『イナズマイレブンGO クロノ・ストーン』でデビュー。声優ユニット「アニソニア」のメンバーとしても活動している。テレビアニメ『てさぐれ!部活もの』では18姉妹を演じた。エンディングクレジットで画面いっぱいに名前が出たことは、「これで名前を覚えてくれた人もいる」「めったに経験できることじゃない」と語っている。2014年に『ハナヤマタ』の関谷なる役で初主演を果たし、翌2015年には第9回声優アワード新人女優賞を受賞する。
2016年にランティスよりアーティストデビューする。
2021年3月14日には、「1st LIVE Imagination Colors」のアーティスト公演をライブ配信で行った。

## 人物
趣味・特技は水彩画・ボールペン画、掃除。好物はレトルトタイプの麻婆豆腐。絵が得意であり、『てさぐれ!部活もの』のオーディションではスタッフに促されてリアルなライオンの絵を、後の同番組企画では同じくリアルなライオンとうさぎの絵を描いている。
キャラソンであればテンポが早くて明るい曲の方が歌いやすいというが、自分名義の歌になるとリズムがとてもゆったりとした中で静かに無機質に歌う方が性に合うという。
酒は基本的に自宅では飲まない主義である。外に出て飲むことは現実を忘れて楽しく過ごすことができるが、自宅で飲むと現実感や生活感がある場所であるため気持ちが冷める、というのが上田の考えである。なお、2021年4月現在は翌日に響くため飲酒は控えている。
地元に対する思い強く、声優仲間と富山県内を巡ったり、ロケの希望地では必ず富山をアピールしたりしている。「プラネタリウムのナレーションやゆるキャラなどにも挑戦し、富山の皆さんにもっと声を届けたい」ともコメントしている。
役柄には入り込むタイプであり、『SSSS.GRIDMAN』で新条アカネ役を演じた時期は周囲と上手く話せなくなってしまったという。

## 出演
太字はメインキャラクター。

### テレビアニメ
2012年
- イナズマイレブンGO シリーズ（2012年 - 2014年、子供、カトラ・ペイジ） - 2シリーズ
- ヨルムンガンド PERFECT ORDER（エレナ・バブーリン、CIA職員）
- 絶叫学級（お母さん 他）
- バクマン。（女子）

2013年
- カードファイト!! ヴァンガード（2013年 - 2020年、岩瀬、女子B、チアリーダーB、長代マキ、校内アナウンス、女子生徒A、客B、チアガール、クミン、ケティ、兄〈子供〉、女子生徒B、女性、子供、アリス・キャリー、少年A、男の子A、女子A、少年B、女の子、女子生徒1、男の子2、子供A、婦人、アナウンス、女性ファイターB、男の子B、参加者3、店長代理Jr.、女の子2、メイド、一般参加者1、少年3、ファイター、取り巻きA、職員、子供1、受付、戦闘員3、ファンA、少年2、観客2、参加者1、アナウンサー、子供A、少年1） - 8シリーズ
- オー!ジーザス - 青山ワンセグ開発エントリー作品
- ささみさん@がんばらない（クラスメイトE）
- THE UNLIMITED 兵部京介（子供）
- たまごっち!（2013年 - 2014年、クラリスっち、ラメールっち、すずね） - 2シリーズ
- 断裁分離のクライムエッジ（女子生徒）
- てさぐれ!部活もの（2013年 - 2015年、園田萌舞子、園田萌舞恵、園田萌舞美、園田萌舞代、園田萌舞乃 他） - 3シリーズ
- IS 〈インフィニット・ストラトス〉2（鷹月静寐、少女）
- プリティーリズム・レインボーライブ（客1）
- のんのんびより（アナウンス、係員）
- 東京レイヴンズ（2013年 - 2014年、後輩女子A、生徒、女生徒）
- ビーストサーガ（看護師）

2014年
- ニセコイ（2014年 - 2015年、女子生徒、女性、生徒、岩下、店員 他） - 2シリーズ
- 一週間フレンズ。（太田）
- Free!-Eternal Summer-（アナウンス）
- 東京喰種トーキョーグール（2014年 - 2018年、田口、ヒデの子供時代、ジロ、五里美郷、川上雫 他） - 3シリーズ
- ハナヤマタ（関谷なる）
- 団地ともお（ゆき）
- 残響のテロル（女子アナ、晴香）
- アイカツ!（2014年 - 2015年、女の子、花輪やよい）
- RAIL WARS!（大糸友美）
- クロスアンジュ 天使と竜の輪舞（2014年 - 2015年、アキホ、ターニャ、整備班員、配給スタッフ、ノーマ兵 他）
- Fate/stay night [Unlimited Blade Works]（生徒）
- 天体のメソッド（生徒）
- 異能バトルは日常系のなかで（萩浦直江）

2015年
- ジョジョの奇妙な冒険 スターダストクルセイダース エジプト編（見舞い女子B）
- 聖剣使いの禁呪詠唱（エレーナ・アルシャヴィナ）
- ローリング☆ガールズ（藤原桃）
- ミカグラ学園組曲（花袋めいか）
- 血界戦線（2015年 - 2017年、ニーカ） - 2シリーズ
- アルスラーン戦記（侍女）
- 俺物語!!（人妻2）
- コトリサンバ（メローニャ〈2代目〉）
- 実は私は（朱美みかん）
- プリパラ（2015年 - 2017年、黄木あじみ、ジュルル / ジュリィ）
- 対魔導学園35試験小隊（鳳桜花）
- なないろ革命（栗山奈菜）
- ハッカドール THE あにめ〜しょん（ハッカドール4号、幼馴染）
- VALKYRIE DRIVE -MERMAID-（三井寺）

2016年
- Dimension W（百合崎ミラ）
- UTOPA（ヒルマ）
- ばくおん!!（佐倉羽音）
- クロムクロ（ソフィー・ノエル）
- キズナイーバー（安見）
- ReLIFE（小野屋杏）
- あまんちゅ!（女子A）
- アイカツスターズ!（2016年 - 2018年、白銀リリィ） - 2シリーズ
- CHEATING CRAFT（劉白玖、メアリー）
- 12歳。〜ちっちゃなムネのトキメキ〜（杏実）
- ポケットモンスター サン&ムーン（2016年 - 2019年、マオ、シロン、マーレインのレアコイル）
- 灼熱の卓球娘（月ノ輪紅真深）

2017年
- 南鎌倉高校女子自転車部（舞春ひろみ）
- アイドル事変（近堂幸恵）
- リトルウィッチアカデミア（ヤスミンカ・アントネンコ、マジョリン）
- サクラクエスト（四ノ宮しおり）
- アイドルタイムプリパラ（2017年 - 2018年、地獄ミミ子、黄木あじみ、ジュリィ、男の子）
- ID-0（謎の少女 / アリス）
- 異世界食堂（2017年 - 2021年、アーデルハイド） - 2シリーズ
- ネト充のススメ（リリィ）
- Wake Up, Girls! 新章（高科里佳、女子アナ、女子高生A、キャスター）
- 宝石の国（ヘミモルファイト）
- このはな綺譚（礼）

2018年
- バジリスク 〜桜花忍法帖〜（涙）
- グランクレスト戦記（アイシェラ）
- メルヘン・メドヘン（2018年 - 2019年、アーサー・ペンドラゴン）
- かくりよの宿飯（静奈）
- Caligula -カリギュラ-（μ）
- 3D彼女 リアルガール（2018年 - 2019年、綾戸純恵） - 2シリーズ
- こみっくがーるず（怖浦すず）
- 斉木楠雄のΨ難（海藤空）
- ラストピリオド -終わりなき螺旋の物語-（ノイン、ミウ）
- ガンダムビルドダイバーズ（ステア）
- 僕のヒーローアカデミア（印照才子）
- SSSS.GRIDMAN（新条アカネ、怪獣の声） - 2023年に劇場総集編公開
- ゴブリンスレイヤー（ゴブリンスレイヤーの姉）
- INGRESS THE ANIMATION（サラ・コッポラ）
- 叛逆性ミリオンアーサー（アニタ）
- ロード・エルメロイII世の事件簿 -魔眼蒐集列車 Grace note-（2018年 - 2021年、グレイ） - 1シリーズ + 特別編2作品

2019年
- 私に天使が舞い降りた!（星野みやこ）
- グリムノーツ The Animation（レイナ、シンデレラ）
- 賭ケグルイ××（宇留瑠美亜）
- まほうのルミティア Luminary Tears（ノアティア）
- ジモトがジャパン（2019年 - 2020年、湯瀬こまち、M・Tの母、若尾の母、お隣さん、アナウンサー）
- 爆丸バトルプラネット（2019年 - 2020年、フィダラス）
- フルーツバスケット（2019年 - 2021年、草摩杞紗） - 3シリーズ
- 女子高生の無駄づかい（久条琥珀）
- Dr.STONE（2019年 - 2025年、ルリ） - 5シリーズ + 特別編
- 鬼滅の刃（2019年 - 2024年、栗花落カナヲ） - 4シリーズ
- ぬるぺた（ペた）
- ノー・ガンズ・ライフ（カレン）
- ライフル・イズ・ビューティフル（2019年 - 2020年、黒井ミサ）

2020年
- 恋する小惑星（鈴矢萌）
- ダーウィンズゲーム（狩野朱歌）
- アイカツオンパレード!（白銀リリィ）
- 22/7（立川絢音）
- ブレーカーズ（エミ）
- 球詠（栗田監督）
- LISTENERS リスナーズ（ジャニス）
- かぐや様は告らせたい?〜天才たちの恋愛頭脳戦〜（大友京子）
- 富豪刑事 Balance:UNLIMITED（佐伯まほろ）
- ポケットモンスター（2020年 - 2022年、マオ、シロン）
- キラッとプリ☆チャン（ジュリィ）
- 安達としまむら（永藤）
- 魔女の旅々（人形店店主）

2021年
- オルタンシア・サーガ（ノンノリア・フォリー）
- バック・アロウ（アニー、シュウ〈子供時代〉）
- 俺だけ入れる隠しダンジョン（サラ）
- バクテン!!（双葉亜由美）
- BLUE REFLECTION RAY/澪（平原美弦）
- 聖女の魔力は万能です（2021年 - 2023年、エリザベス・アシュレイ） - 2シリーズ
- もっと!まじめにふまじめ かいけつゾロリ（マチコ）
- 転生したらスライムだった件 転スラ日記（アピト）
- パズドラ（フローリスト桃園）
- 月が導く異世界道中（2021年 - 2024年、女神） - 2シリーズ
- 現実主義勇者の王国再建記（2021年 - 2022年、ジュナ・ドーマ） - 2シリーズ
- NIGHT HEAD 2041（秋山唯）
- 100万の命の上に俺は立っている（ジェズビー）
- 世界最高の暗殺者、異世界貴族に転生する（ディア）
- takt op.Destiny（地獄）
- 無職転生 〜異世界行ったら本気だす〜（2021年 - 2024年、アリエル・アネモイ・アスラ） - 3シリーズ

2022年
- ぷちセカ（望月穂波）
- 終末のハーレム（星野汐音）
- トモダチゲーム（水瀬マリア）
- 舞妓さんちのまかないさん（百子）
- アオアシ（海堂杏里）
- 黒の召喚士（メルフィーナ）
- 異世界薬局（エレオノール・ボヌフォワ）
- 咲う アルスノトリア すんっ!（フィグレ）
- 虫かぶり姫（エリアーナ・ベルンシュタイン）
- 後宮の烏（雲花娘）
- BLEACH 千年血戦篇（2022年 - 2023年、ミニーニャ・マカロン） - 2シリーズ
- 聖剣伝説 Legend of Mana -The Teardrop Crystal-（蛍姫）
- チェンソーマン（レゼ）

2023年
- もののがたり（結） - 2シリーズ
- 魔法使いの嫁 SEASON2（ヴェロニカ・リッケンバッカー） - 2シリーズ
- カワイスギクライシス（狐陰小町）
- マッシュル-MASHLE-（2023年 - 2024年、レモン・アーヴィン） - 2シリーズ
- ちびゴジラの逆襲（小美人〈姉〉）
- 六道の悪女たち（菫雷乃、菫風乃、菫天乃）
- わたしの幸せな結婚（2023年 - 2025年、斎森美世） - 2シリーズ
- 死神坊ちゃんと黒メイド（2023年 - 2024年、アメリア） - 2シリーズ
- 白聖女と黒牧師（フレデリカ）
- 悲劇の元凶となる最強外道ラスボス女王は民の為に尽くします。（マリアンヌ・エドワーズ）
- オーバーテイク!（蜜澤亜梨子）
- ひきこまり吸血姫の悶々（メルカ・ティアーノ）
- アイドルマスター ミリオンライブ！（高坂海美）
- SPY×FAMILY（ソニア）
- ラグナクリムゾン（2023年 - 2024年、アルテマティア、カルラ）
- とあるおっさんのVRMMO活動記（フェアリークィーン）
- ダークギャザリング（娘の霊）
- ブルバスター（水原渚）
- 東京リベンジャーズ（乾赤音）
- 陰の実力者になりたくて! 2nd season（マーガレット）

2024年
- 異修羅（2024年 - 2025年、遠い鉤爪のユノ） - 2シリーズ
- 俺だけレベルアップな件（2024年 - 2025年、向坂雫） - 2シリーズ
- 治癒魔法の間違った使い方（セリア）
- 魔都精兵のスレイブ（若狭サハラ）
- わんだふるぷりきゅあ!（2024年 - 2025年、猫屋敷まゆ / キュアリリアン）
- 道産子ギャルはなまらめんこい（夏川怜奈）
- 葬送のフリーレン（メトーデ）
- 僕の心のヤバイやつ（半沢ユリネ）
- ぽんのみち（謎の女の子）
- この素晴らしい世界に祝福を!3（レイン）
- ささやくように恋を唄う（里宮百々花）
- 義妹生活（綾瀬亜季子）
- 女神のカフェテラス（宗谷萌美）
- 異世界失格（さっちゃん）
- 異世界スーサイド・スクワッド（フィオネ）
- 負けヒロインが多すぎる!（朝雲千早）
- アオのハコ（2024年 - 2025年、鹿野千夏）
- メカウデ（メル）
- 君は冥土様。（メイドさん / 雪 / シュエ）
- 嘆きの亡霊は引退したい（ソフィア・ブラック、タリア・ウィドマン）
- 来世は他人がいい（明石潟椿）
- 鴨乃橋ロンの禁断推理（姫野かなえ）

2025年
- 鬼人幻燈抄（鈴音）
- 俺は星間国家の悪徳領主!（天城）
- mono（秋山春乃 / 秋山ハム乃）
- WIND BREAKER Season 2（成田しずか）
- ニャイト・オブ・ザ・リビングキャット（カオル）
- 青春ブタ野郎はサンタクロースの夢を見ない（ミニスカサンタ）
- 私を喰べたい、ひとでなし（八百歳比名子）

### 劇場アニメ
2013年
- リトルウィッチアカデミア（生徒）
- 劇場版 魔法少女まどか☆マギカ[新編] 叛逆の物語（女子生徒）

2014年
- アルモニ（真境名樹里）

2015年
- リトルウィッチアカデミア 魔法仕掛けのパレード（ヤスミンカ・アントネンコ）
- ハーモニー（御冷ミァハ）
- Wake Up, Girls! Beyond the Bottom（高科里佳）

2016年
- 映画プリパラ み〜んなのあこがれ♪レッツゴー☆プリパリ（黄木あじみ）

2017年
- 劇場版 Free!-Timeless Medley-（アナウンス）
- 映画 かみさまみならい ヒミツのここたま 奇跡をおこせ♪ テップルとどきどきここたま界（木ノ内まい）

2018年
- GODZILLA（マイナ） - 2作品
- 劇場版 プリパラ&キラッとプリ☆チャン 〜きらきらメモリアルライブ〜（ジュリィ）

2020年
- モンスターストライク THE MOVIE ルシファー 絶望の夜明け（ラミエル）

2021年
- 劇場版 美少女戦士セーラームーンEternal（セレセレ / セーラーセレス） - 前後編
- 機動戦士ガンダム 閃光のハサウェイ（2021年 - 、ギギ・アンダルシア） - 2作品

2022年
- 映画 バクテン!!（双葉亜由美）
- ONE PIECE FILM RED（ミニベポ）
- 私に天使が舞い降りた! プレシャス・フレンズ（星野みやこ）

2023年
- グリッドマン ユニバース（新条アカネ〈ニューオーダー〉）
- 劇場版 美少女戦士セーラームーンCosmos（セーラーセレス）
- アリスとテレスのまぼろし工場（佐上睦実）
- 劇場版 乙女ゲームの破滅フラグしかない悪役令嬢に転生してしまった…（ハーティ）

2024年
- BLOODY ESCAPE -地獄の逃走劇-（ルナルゥ）
- シノアリス 一番最後のモノガタリ（スノウホワイト）
- トラペジウム（華鳥蘭子）
- i☆Ris the Movie - Full Energy!! -（黄土リス）
- わんだふるぷりきゅあ!ざ・むーびー! ドキドキ♡ゲームの世界で大冒険!（猫屋敷まゆ / キュアリリアン）
- 劇場版 イナズマイレブン 新たなる英雄たちの序章（騎士部登和）

2025年
- 劇場版プロジェクトセカイ 壊れたセカイと歌えないミク（望月穂波）
- 劇場版 鬼滅の刃 無限城編 第一章 猗窩座再来（栗花落カナヲ）
- 映画 キミとアイドルプリキュア♪ お待たせ!キミに届けるキラッキライブ!（猫屋敷まゆ / キュアリリアン）
- 劇場版 チェンソーマン レゼ篇（レゼ）
- 機動戦士ガンダム 鉄血のオルフェンズ ウルズハント -小さな挑戦者の軌跡-（コルナル・コーサ）

### OVA
2012年
- 流れ星レンズ（女子） - 『りぼん』2012年6月号付録DVD

2013年
- ナゾトキ姫は名探偵♥（女生徒） - 『ちゃお』2013年5月号付録DVD

2014年
- のんのんびより（係員） - コミックス第7OAD付き特装版
- 12歳。（女子3） - 『ちゃお』2014年11月号付録

2017年
- 立山砂防・土砂との闘い〜世界に誇る防災遺産〜

2018年
- ReLIFE"完結編"（小野屋杏）

2019年
- 私に天使が舞い降りた!（星野みやこ） - Blu-ray&DVD第3巻特典
- 嫌な顔されながらおパンツ見せてもらいたい2（松浦詩織）

2024年
- コードギアス 奪還のロゼ（皇サクヤ、春柳宮サクラ）

### Webアニメ
2014年
- Bonjour♪恋味パティスリー（女子生徒C、スタッフ、アナウンス）

2019年
- アサヒ飲料「カルピス」ブランド100周年記念ミュージックビデオ×アニメーション企画「タナバタノオト」（リコ）
- メギド72 The short animation 長き戦旅の傍らで（マルコシアス）
- モンスターストライク（ラミエル）
- 斉木楠雄のΨ難 Ψ始動編（海藤空）

2020年
- 爆丸アーマードアライアンス（2020年 - 2021年、ルカ、フィダラス、ライラーズ）
- 日本沈没2020（武藤歩）
- 安達としまむら ミニアニメ（2020年 - 2021年、永藤）
- 十年分の私へ（咲） - 日本エステティック業協会コンセプトムービー

2021年
- 暗黒家族 ワラビさん（森野クリ）
- 爆丸ジオガンライジング（ライラーズ）
- アイドルランドプリパラ（2021年 - 2022年、黄木あじみ、地獄ミミ子）
- Pokémon Evolutions（タマオ）

2022年
- リラックマと遊園地（遊園地の従業員のお姉さん）
- 虫かぶり姫スピンオフ（エリアーナ・ベルンシュタイン）

2023年
- 爆丸エボリューションズ（ライラーズ）

2025年
- タコピーの原罪（しずか）

### ゲーム
2013年
- アイドルマスター ミリオンライブ!（2013年 - 2017年、高坂海美）
- イナズマイレブンGO ギャラクシー ビッグバン/スーパーノヴァ（カトラ・ペイジ）
- カードファイト!! ヴァンガード ライド トゥ ビクトリー!!（花咲メグミ）

2014年
- アイドルリコレクション（相澤春菜）
- 俺タワー -Over Legend Endless Tower-（ルーラー、シザーリフト、ベンチバイス、バケットチェーンエクスカベーター）
- 俺の屍を越えてゆけ2（魂寄せお蛍、羽黒ノお小夜、上諏訪竜穂、六ツ花御前）
- カードファイト!! ヴァンガード ロック オン ビクトリー!!（花咲メグミ、長代マキ）
- 白猫プロジェクト（チマリ、クラウディア・フォウ）
- ハナヤマタ よさこいLIVE!（関谷なる）
- 巫女の社（蓮見南緒）

2015年
- オルタンシア・サーガ -蒼の騎士団-（ノンノリア・フォリー）
- 家電少女（イチカ、けいこ、ハナ&レオナ、ちあき）
- グランブルーファンタジー（2015年 - 2022年、ペンギー）
- 限界凸起 モエロクリスタル（ルアンナ）
- ザクセスヘブン（新巻ルカ、アマンダ・ウィンストン）
- しんぐんデストロ〜イ!（高坂海美）
- 神撃のバハムート（シャーロック）
- 神刻の娘（レンジャー / 黒住恵莉）
- 戦え!プリンセスドール（水樹葵）
- 猫耳さばいばー!（さくら、サランダ）
- ネットハイ（あの子）
- ヴァリアントナイツ（アイリス＝アルテシア）
- プリパラ（あじみ、ジュリィ）
- モンスターハンタークロス（2015年 - 2017年、ネコ嬢カティ） - 2作品
- ゆるかみ!（白銀まつ）

2016年
- アイカツスターズ! ファーストアピール（白銀リリィ） - DLC追加キャラクター
- アイカツスターズ! Myスペシャルアピール（白銀リリィ）
- アイドル事変（近堂幸恵）
- UPPERS（九条楓華）
- あんさんぶるガールズ!!（小鳩あずさ）
- カードファイト!! ヴァンガードG ストライド トゥ ビクトリー!!（花島キララ）
- Collar×Malice（宇野鈴音）
- Caligula -カリギュラ-（μ）
- クイズRPG 魔法使いと黒猫のウィズ（グレイス・シグラー、グレイス・デ・グレイス）
- グリムノーツ（レイナ / レイナ・フィーマン、シンデレラ、カオス・シンデレラ、スノウ、オデッサ 他）
- ゴシックは魔法乙女 〜さっさと契約しなさい!〜（ハッカドール4号）
- SOUL REVERSE ZERO（パンドラ、アルビダ、ペンテシレイア、エレノア、ラナーシャ）
- ドリフトガールズ（星加亜矢）
- 編隊少女 -フォーメーションガールズ-（ビトルバ・ウルバノブナ）
- ブレイブソード×ブレイズソウル（バルムンク）
- めがみめぐり（トヨタマヒメ）
- ラストピリオド -終わりなき螺旋の物語-（ノイン、ミウ）

2017年
- アイカツ! フォトonステージ!!（白銀リリィ）
- あくしず戦姫 〜戦場を駆ける乙女たち〜（Me262シュヴァルベ、信濃）
- 巨影都市（香野ユキ）
- シノアリス（スノウホワイト）
- スーパーロボット大戦シリーズ（2017年 - 2018年、ターニャ） - 2作品
- リディー&スールのアトリエ 〜不思議な絵画の錬金術士〜（ルーシャ・ヴォルテール）
- セブンズストーリー（シルヴィン）
- リトルウィッチアカデミア 時の魔法と七不思議（ヤスミンカ・アントネンコ）
- ビーナスイレブンびびっど!（ハッカドール4号）
- アイドルマスター ミリオンライブ! シアターデイズ（2017年 - 2024年、高坂海美）
- マギアレコード 魔法少女まどか☆マギカ外伝（2017年 - 2023年、江利あいみ）
- メギド72（2018年 - 2023年、マルコシアス、ハーゲンティ）

2018年
- 星のカービィ スターアライズ（フラン・キッス）
- プリパラ オールアイドルパーフェクトステージ!（黄木あじみ、ジュルル / ジュリィ）
- 名探偵ピカチュウ（カリーナ・ミッチェル）
- ヴァンパイア+ブラッド（アイリス）
- アズールレーン（2018年 - 2023年、出雲、エミール・ベルタン、新条アカネ）
- Caligula Overdose -カリギュラ オーバードーズ-（µ）
- きららファンタジア（2018年 - 2022年、関谷なる、怖浦すず）
- グランクレスト戦記 （アイシェラ）
- アビス・ホライズン（2018年 - 2019年、能代、ウィスコンシン、グシオン）
- ボーダーブレイク（ハティ、モニカ）
- 三国志大戦（2018年 - 2021年、王貴人、花鬘、左芬、董白、辛憲英）
- アナザーエデン 時空を超える猫（イルルゥ）
- プレカトゥスの天秤（ツキカワ・マシロ）
- ましろウィッチ 真夜中のメルヒェン（朝日向万那〈明るい〉）
- 紡ロジック（佐藤沙李衣）
- ポップステップジャンパーズ（アヤネ）
- 大乱闘スマッシュブラザーズ SPECIAL（ロコン〈アローラのすがた〉、ナッシー〈アローラのすがた〉）
- 北陸とらいあんぐる（黒部りつ）

2019年
- アークオブアルケミスト（クィン・ブレイズフォード）
- 47 HEROINES（海津寧々）
- メリーガーランド（ライラ）
- Fate/Grand Order（2019年 - 2021年、グレイ） - 2作品
- 永遠の七日（ヘルガー）
- ハローヒーロー:Epic Battle（シルビア）
- スーパーロボット大戦DD（2019年 - 2024年、ユンナ・ドーソン）
- スーパーカービィハンターズ
- 最果てのバベル（サルト）
- グラフィティスマッシュ（仮装のクレア）
- クロスクロニクル（ユーファ）
- ワールドフリッパー（ハナビ、トレーネ、フォルス、メーティス）
- SDガンダム GGENERATION CROSSRAYS（デイラ・ナディラ）
- ブラウンダスト（メリー）

2020年
- この素晴らしい世界に祝福を!ファンタスティックデイズ（レイン）
- クロスクロニクル（琴音）
- セガNET麻雀 MJ / Arcade（モニカ）
- スーパーロボット大戦X-Ω（ハティ）
- セイクリッドブレイド（カサンドラ）
- ステリアデイズ・ウィキッド（ユミナ・フォンセア）
- 刀使ノ巫女 刻みし一閃の燈火（日高見麻琴）
- イドラ ファンタシースターサーガ（ファーリィ）
- ブリガンダイン ルーナジア戦記（エルザ・ウザーラ）
- エンゲージソウルズ（クレイン）
- デジモンリアライズ（バクモン）
- ラストオリジン（CS ペロ）
- ブイブイブイテューヌ（フェア）
- eBASEBALLパワフルプロ野球2020（越垣玲）
- デスティニーチャイルド（セメレー）
- レッド：プライドオブエデン（ノンノ）
- ワールズエンドクラブ（れいちょ）
- Re:ゼロから始める異世界生活 Lost in Memories（シオン）
- 共闘ことばRPG コトダマン（2020年 - 2021年、イッセンジッペン、ソムネンジェル、ナイセンドウ士、栗花落カナヲ）
- 装甲娘 ミゼレムクライシス（スザク）
- アークナイツ（ロサ）
- プロジェクトセカイ カラフルステージ！ feat. 初音ミク（2020年 - 2025年、望月穂波）
- リトルウィッチアカデミア VR ほうき星に願いを（ヤスミンカ・アントネンコ）
- ロックマンX DiVE（2020年 - 2023年、リコ、アイコ）
- パズル&ドラゴンズ（栗花落カナヲ）
- 真・女神転生III NOCTURNE HD REMASTER（橘千晶、バアル・アバター）
- RANBU 三国志乱舞（夏侯淵、諸葛孔明）
- ドラガリアロスト（ルミエールパンドラ）
- ファンタジア・リビルド（鳳桜花）
- 原神（甘雨）

2021年
- サクラ革命 〜華咲く乙女たち〜（土方べにし）
- オルタンシア・サーガR（ノンノリア・フォリー）
- 咲う アルスノトリア（フィグレ）
- モンスターストライク（2021年 - 2025年、神農、栗花落カナヲ、メモリー）
- ブラック・サージナイト（ジュノー）
- Paradigm Paradox（間宮リツ）
- アカシッククロニクル〜黎明の黙示録（花火）
- ソウルワーカー（ナビ）
- 白夜極光（エンジェル、クラリン）
- パズルガールズ（幽霊船Ω、ル・ファンタスク）
- 戦場のフーガ（ハンナ・フォンダン）
- アイドルマスター ポップリンクス（高坂海美）
- 英雄伝説 黎の軌跡（ニナ・フェンリィ）
- 鬼滅の刃 ヒノカミ血風譚（栗花落カナヲ）
- ラグナドール 妖しき皇帝と終焉の夜叉姫（鈴鹿御前）
- Gate of Nightmares（ルカ）
- BLUE REFLECTION TIE/帝（平原美弦）
- スーパーロボット大戦30（新条アカネ）
- セブンナイツ2（クレア）
- グランサガ（ヘゲナ、シオドラ）
- 東方LostWord
- メダロットS（ホトリ）

2022年
- ソフィーのアトリエ2 〜不思議な夢の錬金術士〜（エルヴィーラ）
- トライアングルストラテジー（コーデリア・グリンブルク）
- ご注文はうさぎですか?「TAKE OUT BLUE BIRD」（エル）
- インフィニティソウルズ（シェリス・マクシモヴァ）
- ドラゴンクエストX 天星の英雄たち オンライン（ダフィア）
- ライブアライブ（レイ・クウゴ）
- 無期迷途（アリエル）
- 英雄伝説 黎の軌跡 II -CRIMSON SiN-（ニナ・フェンリィ）
- ノーモア★ヒーローズ3（ミドリカワ ミドリ、ナイトメアソニックブラスト、ビッグバン）
- ハーヴェステラ（エモ）
- 勝利の女神:NIKKE（紅蓮）
- 機動戦士ガンダム 鉄血のオルフェンズG（デイラ・ナディラ、コルナル・コーサ）
- LACKGIRL I - “Astra inclinant, sed non obligant.”（睡）

2023年
- ファイアーエムブレム エンゲージ（ヴェイル）
- モンスターユニバース（ファラーシャ）
- トワツガイ（2023年 - 2024年、ツル、スノウホワイト）
- 404 GAME RE:SET -エラーゲームリセット-（ダライアス）
- タワーオブスカイ（アクリー）
- キュービックスターズ（メモリー）
- THE KING OF FIGHTERS ALLSTAR（プリティー・ゲーニッツ）
- アイドルランドプリパラ（黄木あじみ、ジュリィ）
- ファイアーエムブレム ヒーローズ（2023年 - 2025年、ヴェイル）
- 龍が如く7外伝 名を消した男
- ペルソナ5 タクティカ（春日部ユキ）
- 東方幻想エクリプス（東風谷早苗）
- ドラゴンクエストモンスターズ3 魔族の王子とエルフの旅（ロザリー）
- タイムギャル リバース（エリン）

2024年
- 崩壊:スターレイル（花火）
- ユニコーンオーバーロード（ロザリンデ、エルトリンデ）
- 真・女神転生V Vengeance（アグラト・バト・マラト）
- everlasting flowers（坂下深菜）
- REYNATIS/レナティス（ツムギ）
- 転生したらスライムだった件 テンペストストーリーズ（アピト）
- コードギアス 反逆のルルーシュ ロストストーリーズ（皇サクヤ / ラズベリー）
- 魔女のふろーらいふ（芙蓉）

2025年
- 龍が如く8外伝 Pirates in Hawaii（モアナ・リッチ）
- 龍の国 ルーンファクトリー（うららか）

### ドラマCD
2013年
- アインザッツ（面毛玲夢）

2015年
- アイドルマスター ミリオンライブ！ シリーズ（2015年 - 、高坂海美）
- Trinity Tempo（鷹橋理央奈）
- 81レーベル第1弾 81プロデュース35周年記念企画オーディオドラマCD 「紫電改のタカ」（信子）
- 紅茶王子（家庭科部部長 他） - 桜の花の紅茶王子 第4巻ドラマCD付初回限定版
- ふあぁっ！おにいちゃん...それやばいよぉ（美弥）

2016年
- さくらマイマイ（一ノ宮櫻子）

2018年
- TVアニメ/データカードダス『アイカツ!』&『アイカツスターズ!』スペシャルドラマCD（白銀リリィ）
- SSSS.GRIDMAN ボイスドラマ（2018年 - 2019年、新条アカネ、新条アカネ？） - BD / DVD第1 - 4巻特典CD

2020年
- 私に天使が舞い降りた!（2020年 - 2022年、星野みやこ） - コミックス第7・12巻ドラマCD付き特装版
- 世界最高の暗殺者、異世界貴族に転生する（ディア） - 小説第4巻ドラマCD付き特装版
- 千歳くんはラムネ瓶のなか ドラマCD 「王様とバースデー」（内田優空）

2021年
- Vivy_-Fluorite_Eye's_Song- BD vol.4特典 オリジナルドラマ 「Think Of You」（里村）

2022年
- 蒼き鋼のアルペジオ（八月一日静） - 第24巻ドラマCD付き特装版

### ASMR
- ねこぐらし。3〜バーマン猫娘のおもてなしですのっ〜（2021年、バーマン猫）
- おしごとねいろ 〜バーテンダー編〜（2021年、ライラ）
- やおよろ温泉郷 〜猫神ねころの健気で思いっきり甘えさせてくれるご奉仕〜?（2021年、猫神ねころ）
- しょにおや!〜いっしょにおやすみプロジェクト〜 汐里とのんびり過ごしませんか?（2021年、水咲汐里）
- 【どんなパジャマが好きですか?】一ノ瀬あんず編〜幼馴染取扱書〜（2021年、一ノ瀬あんず）
- お隣のわんちゃん！お世話します！（2021年、紗雪）
- 異世界王女物語〜転生した僕が無双した結果、お姫様にアレコレお願いできちゃった件〜（2022年、ミントワ）

### オーディオドラマ
- #FFFFFF（2018年、宍倉一華[327]）
- メルヘン・メドヘン 小説第4巻限定版特典オーディオドラマ（2018年、アーサー・ペンドラゴン）
- 君のことが大大大大大好きな100人の彼女「君のことが大好きな彼女たちの看病ボイスドラマ」（2020年、花園羽香里[328]）
- プロジェクトセカイ カラフルステージ！ feat. 初音ミク ボイスドラマ（2021年 - 2022年、望月穂波） - 2作品[一覧 32]
- 君は優しい流星群（2022年、アカリ[329]）
- 春の嵐とモンスター 『花とゆめ』2023年16号付録 動画つきボイスカード（2023年、春野嵐子[330]）
- 経学少女伝 ～試験地獄の男装令嬢～小説第1巻特典QRコード ボイスドラマ（2024年、耿梨玉[331]）

### オーディオブック
- 勇者と勇者と勇者と勇者（2019年、ナディーネ）
- ストライクフォール（2020年、白咲環）
- 千歳くんはラムネ瓶のなか[332] 1〜2（2020年 - 2021年、内田優空）

### デジタルコミック
- 動く！ モンでき。（2013年、リョウコ）※モンスターハンター4 ルーキーズ・ガイド付属DVD
- おとなりさん以上かぞく未満（2019年、阿世知月子[333]）
- オトメの帝国（2021年、山田ほのか[334]）
- 家政夫のナギサさん（2022年、ユイ）
- タコピーの原罪（2022年、久世しずか[335]）
- ぱちん娘。（2022年、あかね[336]）
- she is beautiful（2022年、くるみ[337]）
- 虫かぶり姫（2022年、エリアーナ・ベルンシュタイン[338]）
- いつわりの愛～契約婚の旦那さまは甘すぎる～（2023年、桜井遥菜[339]）

### 吹き替え

#### 映画
- ハンガーフォード（女友達）
- ファンタスティック4:ファースト・ステップ（2025年、シャラ・バル / シルバーサーファー〈ジュリア・ガーナー〉[340]）

#### ドラマ
- オッド スクワッド 出動!ヘンテコ捜査局（2025年、オルリー）
- ディキンスン 〜若き女性詩人の憂鬱〜（ラヴィニア）
- サム・アセンブリー ティーンエイジャーCEO

#### アニメ
- ヤング・ジャスティス（2014年、ザターナ）
- パンダのシズカ（2020年、アディ[341]）

### 特撮
- ネコ戦隊びたたま（2019年、ミケーニャの声）
- グリッドナイトファイト（2021年、ナナシの声[342]） - ライブラリ出演
- ナンバーワン戦隊ゴジュウジャー（2025年、Mrs.スイートケークの声[初出 5][343]）
- ナンバーワン戦隊ゴジュウジャー 復活のテガソード（2025年、Mrs.スイートケークの声）

### 映像商品
- THE IDOLM@STER MILLION LIVE! 1stLIVE HAPPY☆PERFORM@NCE!! Blu-ray Day2（2014年）[344]
- THE IDOLM@STER MILLION LIVE! 2ndLIVE ENJOY H@RMONY!! Live Blu-ray Day2（2015年）[345]
- THE IDOLM@STER M@STER OF IDOL WORLD!!2015 Live Blu-ray Day2（2016年）[346]
- 声優ゆめ日記 上田麗奈（2016年）
- THE IDOLM@STER MILLION LIVE! 3rdLIVE TOUR BELIEVE MY DRE@M!! LIVE Blu-ray（2016年）[347][348][349]
- アトリエReina 課外授業 in 富山（2017年）
- THE IDOLM@STER MILLION LIVE! 4thLIVE TH@NK YOU for SMILE! LIVE Blu-ray DAY3（2018年）[350]
- Animelo Summer Live 2017 -THE CARD- 8.26（2018年）[351]
- THE IDOLM@STER 765 MILLIONSTARS HOTCHPOTCH FESTIV@L!! LIVE Blu-ray DAY1（2018年）[352][353]
- THE IDOLM@STER MILLION LIVE! 5thLIVE BRAND NEW PERFORM@NCE!!! LIVE Blu-ray DAY2（2019年）[354]
- THE IDOLM@STER MILLION LIVE! 6thLIVE TOUR UNI-ON@IR!!!! LIVE Blu-ray（2020年）[355][356]
- バンダイナムコエンターテインメントフェスティバル 2days LIVE Blu-ray（2020年）[357]
- THE IDOLM@STER MILLION LIVE! 7thLIVE Q@MP FLYER!!! Reburn LIVE Blu-ray DAY2（2022年）[358][359][360]

### ラジオ
※はインターネット配信。
- 81下克上ラジオ ole!玲央（2012年 - 2013年、超!A&G+※）
- ニッポン朗読アカデミー（2013年 - 2016年、ラジオ大阪・Radital※・HiBiKi Radio Station※・ニコニコ動画ラジオ大阪チャンネル※）[361]
- ラジオ ハナヤマタ〜校内放送、しませんか?（2014年 - 2015年、HiBiKi Radio Station※）[362]
- モンハンラジオ モンスターハンタークロスステーション（2015年 - 2016年、モンスターハンター公式サイト※・ポッドキャスト※・音泉※）[363]
- ディメラジ〜Dimension W Radio〜（2015年 - 2016年、音泉※）[364]
- ばくおん!!RADIO 麗奈と立花子の放課後フルスロットル!!（2016年、音泉※）[365]
- ReLIFE研究所広報課（2016年、comico※・HiBiKi Radio Station※）[366]
- Radio RefRain Letter of "R"（2016年、文化放送『A&G TRIBAL RADIO エジソン』内）[367]
- チュパカブRADIO（2017年、間野山観光協会※）
- 高橋李依・上田麗奈 仕事で会えないからラジオはじめました。（2017年 - 、音泉※）[368]
- ラジ充のススメ 鈴木と上田がログインしました（2017年、HiBiKi Radio Station※）[369]
- 上田麗奈のひみつばこ（2020年 - 、超!A&G+※ → QloveR※）[370]
- TVアニメ「聖女の魔力は万能です Season2」〜セイとリズのお茶会ラジオ〜（2023年、音泉※）[371]

### ラジオCD
- ニッポン朗読アカデミー 活動報告その1
- 変態音響監督ヨシダ vs ニッポン朗読アカデミー VOL.2
- DJCD「ラジオ ハナヤマタ〜校内放送、しませんか?」Vol.1 - 4（2014年 - 2015年）[372][373][374][375]
- DJCD「高橋李依・上田麗奈 仕事で会えないからラジオはじめました。」（2018年）[376]

### テレビ番組
※はインターネット配信。
- アニメDON!（2013年 - 2014年、テレビ東京）
- アニメマシテ（2014年、テレビ東京） - MC
- ニコ生、しませんか? ★ハナヤマタ よさこいぶデス!★（2014年、ニコニコ生放送※）
- ハッカちゃんねる（2014年 - 2015年、ニコニコ生放送※）
- Let's天才てれびくん（2016年、NHK Eテレ）
- アトリエReina（2016年 - 、ニコニコ生放送※）
- 間野山観光協会作戦報告会議（2017年、ニコニコ生放送※）[377]

### テレビドラマ
- とある金曜日、LINEの中で（2019年、あかりんの声[378]）

### PV・CM
2010年代
- JAXA「DPR」 PV（2014年、ソフィア・シグレー）
- お前ら全員めんどくさい! PV・CM（2016年、一宮数美）
- わたしの幸せな結婚 PV（2020年、斎森美世）
- 日和ちゃんのお願いは絶対 PV（2020年、葉群日和）

2021年
- ポカリスエット×初音ミクコラボweb movie（2021年 - 2022年、望月穂波）
- 少女は鞘に納まらない 3巻 PV（ナレーション）
- 君は冥土様。（雪）
- 千歳くんはラムネ瓶のなか キャラクターPV（内田優空）
- 虫かぶり姫 コミカライズ新刊4巻発売記念PV（エリアーナ・ベルンシュタイン）

2022年
- 針子の乙女 PV（ナレーション）
- 君と綴るうたかた PV（星川雫）
- 『弱小領地の生存戦略! 〜俺の領地が何度繰り返しても滅亡するんだけど。これ、どうしたら助かりますか?〜』PV（ブリュンヒルデ・フォン・シグルーン）
- タコピーの原罪 上巻 PV（しずかちゃん）
- 君は僕の後悔（水野藍衣）
- 甘神さんちの縁結び 第2弾 PV（甘神夜重）
- 陰キャの僕に罰ゲームで告白してきたはずのギャルが、どう見ても僕にベタ惚れです PV（ナレーション）
- 『わたし、二番目の彼女でいいから。』PV（橘ひかり）

2025年
- ローソンCSほっとステーション『劇場版プロジェクトセカイ 壊れたセカイと歌えないミク キャンペーン』

### パチンコ・パチスロ
- エイリヤンエボリューション（2017年、歌野ひかり[394]）
- Pフィーバー アイドルマスター ミリオンライブ!（2021年、高坂海美[395]）
- パチスロ アイドルマスター ミリオンライブ!』（2021年、高坂海美[396]）

### その他コンテンツ
- ULTRA SUPER ANIME TIME（2nd Season 第5回エンドカードイラスト）
- カーナビ音声 ダウンロードボイス（2016年、黒部結衣）
- 目覚ましアプリ『GRIDMAN ALARM -If your smile-』（2019年、新条アカネ）
- 田中美海デジタルフォトブック『よりどりみなみ。』メイキング映像（2021年、ナレーション[397]）
- 交通安全PR館内アナウンス（2021年6月26日 - 、富山県内大型商業施設・スーパーなど計111店にて富山県警交通企画課による出演依頼）[398][399]
- NHK富山放送局 「きとっピアニメ」（2022年4月29日 - 、きとっピの声） [400]
- わんだふるぷりきゅあ! ドリームステージ♪（2024年7月 - 2025年3月予定、猫屋敷まゆ / キュアリリアン[401]）
- 『トワツガイ Fans』ストーリー（2024年 - 2025年、ツル[402]）

## ディスコグラフィ

### シングル
|                | 発売日         | タイトル     | 規格品番   | 規格品番   | オリコン 最高位 |
| アーティスト盤 | 発売日         | タイトル     | アニメ盤   |            | オリコン 最高位 |
| -------------- | -------------- | ------------ | ---------- | ---------- | --------------- |
| 1st            | 2018年2月7日   | sleepland    | LACM-14724 | LACM-14725 | 24位            |
| 2nd            | 2020年10月21日 | リテラチュア | LACM-24028 | LACM-24029 | 11位            |

### ミニアルバム
|     | 発売日         | タイトル | 規格品番   | オリコン 最高位 |
| --- | -------------- | -------- | ---------- | --------------- |
| 1st | 2016年12月21日 | RefRain  | LACA-15617 | 54位            |
| 2nd | 2022年10月5日  | Atrium   | LACA-25011 | 14位            |

### アルバム
|     | 発売日        | タイトル | 規格品番   | オリコン 最高位 |
| --- | ------------- | -------- | ---------- | --------------- |
| 1st | 2020年3月18日 | Empathy  | LACA-15809 | 12位            |
| 2nd | 2021年8月18日 | Nebula   | LACA-15884 | 14位            |

### 映像作品

#### LIVE Blu-ray
|     | 発売日        | タイトル                             | 規格品番  |
| --- | ------------- | ------------------------------------ | --------- |
| 1st | 2021年10月6日 | 上田麗奈 1st LIVE Imagination Colors | LABX-8469 |

#### PV集
|     | 発売日         | タイトル                   | 規格品番  |
| --- | -------------- | -------------------------- | --------- |
| 1st | 2022年12月21日 | 上田麗奈 Music Video Clips | LABX-8639 |

### タイアップ曲
| 楽曲                       | タイアップ                                           | 時期   |
| -------------------------- | ---------------------------------------------------- | ------ |
| 誰もわたしを知らない世界へ | テレビアニメ『メルヘン・メドヘン』イメージソング     | 2017年 |
| sleepland                  | テレビアニメ『メルヘン・メドヘン』エンディングテーマ | 2018年 |
| リテラチュア               | テレビアニメ『魔女の旅々』オープニングテーマ         | 2020年 |

### キャラクターソング
| 発売日         | 商品名                                                                                        | 歌 | 楽曲 | 備考                                                                                          |
| -------------- | --------------------------------------------------------------------------------------------- | --- | --- | --------------------------------------------------------------------------------------------- |
| 2013年4月24日  | THE IDOLM@STER LIVE THE@TER PERFORMANCE 01 Thank You!                                         | 765 MILLIONSTARS | 「Thank You!」 | ゲーム『アイドルマスター ミリオンライブ！』テーマソング                                       |
| 2013年4月24日  | THE IDOLM@STER LIVE THE@TER PERFORMANCE 01 Thank You!                                         | 765THEATER ALLSTARS | 「Thank You!」 | ゲーム『アイドルマスター ミリオンライブ！』テーマソング                                       |
| 2014年1月29日  | THE IDOLM@STER LIVE THE@TER PERFORMANCE 10                                                    | 高坂海美（上田麗奈） | 「ココロ☆エクササイズ」 | ゲーム『アイドルマスター ミリオンライブ！』関連曲                                             |
| 2014年1月29日  | THE IDOLM@STER LIVE THE@TER PERFORMANCE 10                                                    | 四条貴音（原由実）、高坂海美（上田麗奈）、徳川まつり（諏訪彩花）、宮尾美也（桐谷蝶々） | 「瞳の中のシリウス」 | ゲーム『アイドルマスター ミリオンライブ！』関連曲                                             |
| 2014年3月19日  | てさぐれ！部活もの あんこーる関連楽曲集 てさぐれ！歌もの あんこーる                           | 園田萌舞子（上田麗奈） | 「とりかえっこ」 | テレビアニメ『てさぐれ！部活もの あんこーる』関連曲                                           |
| 2014年3月19日  | てさぐれ！部活もの あんこーる関連楽曲集 てさぐれ！歌もの あんこーる                           | 鈴木結愛（西明日香）、佐藤陽菜（明坂聡美）、高橋葵（荻野可鈴）、田中心春（大橋彩香）、園田萌舞子（上田麗奈） | 「それぞれの12ヶ月」 | テレビアニメ『てさぐれ！部活もの あんこーる』関連曲                                           |
| 2014年8月27日  | 花ハ躍レヤいろはにほ                                                                          | チーム“ハナヤマタ” | 「花ハ踊レヤいろはにほ」 「Dream JUMP!!」 | テレビアニメ『ハナヤマタ』オープニングテーマ                                                  |
| 2014年9月26日  | ハナヤマタ BD・DVD第1巻特典CD                                                                 | 関谷なる（上田麗奈） | 「花ハ踊レヤいろはにほ」 | テレビアニメ『ハナヤマタ』関連曲                                                              |
| 2014年10月22日 | YOSAKOI SONG Series壱 なる                                                                    | 由比浜学園中学よさこい部 関谷なる（上田麗奈） | 「Shining glow」 「ヨロコビ・シンクロニシティ」 | ゲーム『ハナヤマタ よさこいLIVE!』挿入歌                                                      |
| 2014年11月26日 | THE IDOLM@STER LIVE THE@TER HARMONY 06                                                        | 灼熱少女 | 「ジレるハートに火をつけて」 「Welcome!!」 | ゲーム『アイドルマスター ミリオンライブ！』関連曲                                             |
| 2014年11月26日 | THE IDOLM@STER LIVE THE@TER HARMONY 06                                                        | 高坂海美（上田麗奈） | 「恋愛ロードランナー」 | ゲーム『アイドルマスター ミリオンライブ！』関連曲                                             |
| 2015年2月27日  | ハナヤマタ BD・DVD第6巻特典CD                                                                 | チーム“ハナヤマタ” | 「花雪」 | テレビアニメ『ハナヤマタ』エンディングテーマ                                                  |
| 2015年4月3日   | THE IDOLM@STER LIVE THE@TER SOLO COLLECTION Vol.01                                            | 高坂海美（上田麗奈） | 「瞳の中のシリウス」 | ゲーム『アイドルマスター ミリオンライブ！』関連曲                                             |
| 2015年4月22日  | ハナヤマタ音楽集 華鳴音女                                                                     | チーム“ハナヤマタ” | 「ヨロコビ・シンクロニシティ」 | ゲーム『ハナヤマタ よさこいLIVE!』挿入歌                                                      |
| 2015年7月18日  | THE IDOLM@STER LIVE THE@TER SOLO COLLECTION Vol.02                                            | 高坂海美（上田麗奈） | 「ジレるハートに火をつけて」 | ゲーム『アイドルマスター ミリオンライブ！』関連曲                                             |
| 2015年7月22日  | 実は私は キャラクターソング vol.1                                                             | 白神葉子（芹澤優）、紫々戸獅穂（内田彩）、藍澤渚（水瀬いのり）、朱美みかん（上田麗奈） | 「トロピカルシスターズ」 | テレビアニメ『実は私は』関連曲                                                                |
| 2015年8月12日  | 実は私は キャラクターソング vol.2                                                             | 藍澤渚（水瀬いのり）、朱美みかん（上田麗奈） | 「SILENT NOTE」 | テレビアニメ『実は私は』関連曲                                                                |
| 2015年8月12日  | 実は私は キャラクターソング vol.2                                                             | 朱美みかん（上田麗奈） | 「いつかのSummerDay」 | テレビアニメ『実は私は』関連曲                                                                |
| 2015年9月30日  | THE IDOLM@STER LIVE THE@TER DREAMERS 01 Dreaming!                                             | MILLION ALLSTARS | 「Welcome!!」 | ゲーム『アイドルマスター ミリオンライブ！』関連曲                                             |
| 2015年11月11日 | 運命の女神                                                                                    | I-1club Team M | 「リトル・チャレンジャー2015」 | 劇場アニメ『Wake Up, Girls! 青春の影』関連曲                                                  |
| 2015年11月25日 | レインボウ・メロディー♪                                                                       | プリパラドリーム☆オールスターズ | 「レインボウ・メロディー♪」 | テレビアニメ『プリパラ』エンディングテーマ                                                    |
| 2015年12月23日 | プリパラ ドリームソング♪コレクション -AUTUMN-                                                 | コズミックオムライスダ・ヴィンチ | 「オムオムライス」 | テレビアニメ『プリパラ』挿入歌                                                                |
| 2015年12月23日 | プリパラ ドリームソング♪コレクション -AUTUMN-                                                 | 黄木あじみ（上田麗奈） | 「パニックラビリンス」 | テレビアニメ『プリパラ』挿入歌                                                                |
| 2016年1月13日  | レザレクション/止まらない未来                                                                 | I-1club | 「止まらない未来」 | 劇場アニメ『Wake Up, Girls! Beyond the Bottom』挿入歌                                         |
| 2016年1月30日  | THE IDOLM@STER LIVE THE@TER SOLO COLLECTION Vol.03 Dance Edition                              | 高坂海美（上田麗奈） | 「Welcome!!」 | ゲーム『アイドルマスター ミリオンライブ！』関連曲                                             |
| 2016年2月17日  | ハッカドール ハッカソング4号                                                                  | ハッカドール4号（上田麗奈） | 「Advance Angelic Doll」 | テレビアニメ『ハッカドール THE あにめ〜しょん』関連曲                                         |
| 2016年3月23日  | THE IDOLM@STER LIVE THE@TER DREAMERS 06                                                       | 大神環（稲川英里）、菊地真（平田宏美）、高坂海美（上田麗奈）、島原エレナ（角元明日香）、田中琴葉（種田梨沙）、永吉昴（斉藤佑圭）、福田のり子（浜崎奈々）、双海真美（下田麻美）、星井美希（長谷川明子）、舞浜歩（戸田めぐみ）                        | 「Dreaming!」 | ゲーム『アイドルマスター ミリオンライブ！』関連曲                                             |
| 2016年3月23日  | THE IDOLM@STER LIVE THE@TER DREAMERS 06                                                       | 高坂海美（上田麗奈）、田中琴葉（種田梨沙） | 「Understand? Understand!」 | ゲーム『アイドルマスター ミリオンライブ！』関連曲                                             |
| 2016年5月11日  | ぶぉん！ぶぉん！らいど・おん！                                                                | 佐倉羽音（上田麗奈）、鈴乃木凜（東山奈央）、天野恩紗（内山夕実）、三ノ輪聖（山口立花子） | 「ぶぉん！ぶぉん！らいど・おん！」 | テレビアニメ『ばくおん!!』エンディングテーマ                                                  |
| 2016年5月11日  | ぶぉん！ぶぉん！らいど・おん！                                                                | 佐倉羽音（上田麗奈）、鈴乃木凜（東山奈央）、天野恩紗（内山夕実）、三ノ輪聖（山口立花子） | 「夕焼けロードウエイ」 | テレビアニメ『ばくおん!!』関連曲                                                              |
| 2016年6月22日  | プリパラ☆ミュージックコレクション season.2                                                    | 黄木あじみ（上田麗奈） | 「パニックラビリンス」 | テレビアニメ『プリパラ』挿入歌                                                                |
| 2016年6月22日  | プリパラ☆ミュージックコレクション season.2                                                    | コズミックオムライスダ・ヴィンチ | 「オムオムライス」 | テレビアニメ『プリパラ』挿入歌                                                                |
| 2016年7月13日  | TVアニメ『ばくおん!!』キャラソンミニアルバム キャラクターソングミニアルバム                   | 佐倉羽音（上田麗奈） | 「MY PINK BUDDY」 | テレビアニメ『ばくおん!!』関連曲                                                              |
| 2016年7月13日  | TVアニメ『ばくおん!!』キャラソンミニアルバム キャラクターソングミニアルバム                   | 佐倉羽音（上田麗奈）、鈴乃木凜（東山奈央）、天野恩紗（内山夕実）、三ノ輪聖（山口立花子）、中野千雨（木戸衣吹） | 「ぶぉん！ぶぉん！らいど・おん！（Five Cylinder ver.）」 | テレビアニメ『ばくおん!!』関連曲                                                              |
| 2016年8月31日  | 「ReLIFE」キャラクターソングVol.2 / 日代千鶴・小野屋杏                                        | 小野屋杏（上田麗奈） | 「ReJOIN♪」 | テレビアニメ『ReLIFE』関連曲                                                                  |
| 2016年9月30日  | 映画プリパラ み〜んなのあこがれ♪レッツゴー☆プリパリ Blu-ray 初回生産限定特装版 特典CD         | プリパラ☆オールアイドル's | 「オールアイドル組曲 プリシャス♪」 | 劇場アニメ『映画プリパラ み〜んなのあこがれ♪レッツゴー☆プリパリ』挿入歌                       |
| 2016年12月3日  | Caligula-カリギュラ- オリジナルサウンドトラック                                               | μ（上田麗奈） | 「ピーターパンシンドローム」 「トキメキ*リベリエ」 「独創性インシデント」 「Sadistic Queen」 「天使の歌」 「sin」 「コスモダンサー」 「Distorted†Happiness」 「Orbit」 「ピーターパンシンドローム (Remix)」 「トキメキ*リベリエ (Remix)」 「独創性インシデント (Remix)」 「Sadistic Queen (Remix)」 「天使の歌 (Remix)」 「sin (Remix)」 「コスモダンサー (Remix)」 「Distorted†Happiness (Remix)」 「Orbit (Remix)」 | ゲーム『Caligula -カリギュラ-』挿入歌                                                         |
| 2016年12月3日  | Caligula-カリギュラ- オリジナルサウンドトラック                                               | μ（上田麗奈） | 「Sadistic Queen -original arrange-」 | ゲーム『Caligula -カリギュラ-』関連曲                                                         |
| 2016年12月21日 | めがみめぐり                                                                                  | ツクモ（伊藤彩沙）、アマテラスオオミカミ（尾崎由香）、アメノウズメ（佐々木未来）、ソトオリヒメ（大塚紗英）、ククリヒメ（今村彩夏）、コノハナサクヤヒメ（鈴木愛奈）、トヨタマヒメ（上田麗奈）、イシコリドメ（大亀あすか） 、アメノサグメ（千菅春香） | 「ファイファイ ハイテンション！」 | ゲーム『めがみめぐり』関連曲                                                                  |
| 2017年1月25日  | 歌え！ 愛の公約                                                                               | SMILE♥X | 「歌え！ 愛の公約」 | テレビアニメ『アイドル事変』オープニングテーマ                                                |
| 2017年1月25日  | 歌え！ 愛の公約                                                                               | SMILE♥X | 「ザッツマイポリ」 | ゲーム『アイドル事変』関連曲                                                                  |
| 2017年2月15日  | THE IDOLM@STER LIVE THE@TER FORWARD 03 Starlight Melody                                       | スコーピオ | 「リフレインキス」 | ゲーム『アイドルマスター ミリオンライブ！』関連曲                                             |
| 2017年2月15日  | THE IDOLM@STER LIVE THE@TER FORWARD 03 Starlight Melody                                       | Starlight Melody | 「Starry Melody」 | ゲーム『アイドルマスター ミリオンライブ！』関連曲                                             |
| 2017年2月24日  | プリパラソング♪コレクション 2ndステージ                                                       | ジュリィ（上田麗奈） | 「Girl's Fantasy」 | テレビアニメ『プリパラ』挿入歌                                                                |
| 2017年2月24日  | プリパラソング♪コレクション 2ndステージ                                                       | UCCHARI BIG-BANGS | 「愛ドルを取り戻せ！」 | テレビアニメ『プリパラ』挿入歌                                                                |
| 2017年3月10日  | THE IDOLM@STER LIVE THE@TER SOLO COLLECTION 04 Starlight Theater                              | 高坂海美（上田麗奈） | 「Understand? Understand!」 | ゲーム『アイドルマスター ミリオンライブ！』関連曲                                             |
| 2017年3月22日  | アイドル事変 第1巻 特典CD                                                                     | SMILE♥X | 「ときめき Full Throttle」 | 『アイドル事変』関連曲                                                                        |
| 2017年4月19日  | TVアニメ「南鎌倉高校女子自転車部」キャラクターソングスコレクション「かまコレ」                | 舞春ひろみ（上田麗奈） | 「スタートライン」 | テレビアニメ『南鎌倉高校女子自転車部』関連曲                                                  |
| 2017年4月19日  | TVアニメ「南鎌倉高校女子自転車部」キャラクターソングスコレクション「かまコレ」                | 舞春ひろみ（上田麗奈）、秋月巴（広瀬ゆうき） | 「にじゆめロード（TV Edit）」 | テレビアニメ『南鎌倉高校女子自転車部』関連曲                                                  |
| 2017年4月19日  | 「めがみめぐり」キャラクターソング 徒然に…/夢の中まで届くように                               | トヨタマヒメ（上田麗奈） | 「夢の中まで届くように」 | ゲーム『めがみめぐり』関連曲                                                                  |
| 2017年7月26日  | THE IDOLM@STER MILLION THE@TER GENERATION 01 Brand New Theater!                               | 765 MILLION ALLSTARS | 「Brand New Theater!」 | ゲーム『アイドルマスター ミリオンライブ！ シアターデイズ』テーマソング                        |
| 2017年7月26日  | THE IDOLM@STER MILLION THE@TER GENERATION 01 Brand New Theater!                               | 765 MILLION ALLSTARS | 「Dreaming!」 | ゲーム『アイドルマスター ミリオンライブ！ シアターデイズ』関連曲                              |
| 2017年7月26日  | THE IDOLM@STER MILLION THE@TER GENERATION 01 Brand New Theater!                               | マイティーセーラーズ | 「インヴィンシブル・ジャスティス」 | ゲーム『アイドルマスター ミリオンライブ！ シアターデイズ』関連曲                              |
| 2017年9月20日  | プリパラ☆ミュージックコレクション season.3                                                    | ジュリィ（上田麗奈）、ジャニス（豊崎愛生） | 「Girl's Fantasy」 | テレビアニメ『プリパラ』挿入歌                                                                |
| 2017年9月20日  | プリパラ☆ミュージックコレクション season.3                                                    | SoLaMi♡SMILE、ジュリィ（上田麗奈）、ジャニス（豊崎愛生） | 「組曲フォーエバー☆フレンズ〜第一楽章〜「I FRIEND YOU!」 〜第二楽章〜「LOVE IS FRIEND」」 | テレビアニメ『プリパラ』挿入歌                                                                |
| 2017年9月20日  | プリパラ☆ミュージックコレクション season.3                                                    | SoLaMi♡SMILE、Dressing Pafé、NonSugar、Tricolore、Gaarmageddon、UCCHARI BIG-BANGS | 「組曲フォーエバー☆フレンズ〜インターリュード〜「メモリーズ・メドレー」」 「組曲フォーエバー☆フレンズ〜第三楽章〜「My Friend, Dear Friend」 〜第四楽章〜「ウィー・アー・ザ・フレンズ！」」 | テレビアニメ『プリパラ』挿入歌                                                                |
| 2017年12月6日  | THE IDOLM@STER MILLION LIVE! M@STER SPARKLE 04                                                | 高坂海美（上田麗奈） | 「スポーツ！スポーツ！スポーツ！」 | ゲーム『アイドルマスター ミリオンライブ！ シアターデイズ』関連曲                              |
| 2017年12月8日  | プリパラ ULTRA MEGA MIX COLLECTION Vol.2                                                      | 黄木あじみ（上田麗奈） | 「パニックラビリンス（Blacklolita Future Bass Remix）」 | テレビアニメ『プリパラ』関連曲                                                                |
| 2017年12月8日  | プリパラ ULTRA MEGA MIX COLLECTION Vol.2                                                      | コズミックオムライスダ・ヴィンチ | 「オムオムライス（DELACTION Remix）」 | テレビアニメ『プリパラ』関連曲                                                                |
| 2017年12月10日 | GAME PriPara Music Collection vol.4                                                           | あろま（牧野由依）、みかん（渡部優衣）、ふわり（佐藤あずさ）、あじみ（上田麗奈） | 「GoGo!プリパライフ2016」 | ゲーム『プリパラ』関連曲                                                                      |
| 2017年12月10日 | GAME PriPara Music Collection vol.4                                                           | あじみ（上田麗奈） | 「GoGo!プリパライフ2016」 | ゲーム『プリパラ』関連曲                                                                      |
| 2017年12月10日 | GAME PriPara Music Collection vol.4                                                           | ひびき（斎賀みつき）、あじみ（上田麗奈） | 「紫京院ひびきディナーショー クリスマススペシャルメドレー withあじみ」 | ゲーム『プリパラ』関連曲                                                                      |
| 2017年12月18日 | アイドルマスター ミリオンライブ！ Blooming Clover 第2巻限定版 オリジナルCD                    | 箱崎星梨花（麻倉もも）、高坂海美（上田麗奈） | 「Do-Dai」 | 漫画『アイドルマスター ミリオンライブ！ Blooming Clover』関連曲                               |
| 2017年12月18日 | アイドルマスター ミリオンライブ！ Blooming Clover 第2巻限定版 オリジナルCD                    | 高坂海美（上田麗奈） | 「スマイル体操」 | 漫画『アイドルマスター ミリオンライブ！ Blooming Clover』関連曲                               |
| 2018年1月26日  | プリパラ ULTRA MEGA MIX COLLECTION Vol.3                                                      | UCCHARI BIG-BANGS | 「愛ドルを取り戻せ！（Francisco Gaitán Hyper Techno Remix）」 | テレビアニメ『プリパラ』関連曲                                                                |
| 2018年1月26日  | プリパラ ULTRA MEGA MIX COLLECTION Vol.3                                                      | ジュリィ（上田麗奈） | 「Girl's Fantasy (DJ BOSS Cyber Remix)」 | テレビアニメ『プリパラ』関連曲                                                                |
| 2018年1月31日  | THE IDOLM@STER MILLION THE@TER GENERATION 04 プリンセススターズ                               | プリンセススターズ | 「Brand New Theater!」 | ゲーム『アイドルマスター ミリオンライブ！ シアターデイズ』関連曲                              |
| 2018年1月31日  | 君とプログレス/Jewelry Wonderland                                                             | I-1club | 「君とプログレス」 「Jewelry Wonderland」 | テレビアニメ『Wake Up, Girls! 新章』挿入歌                                                    |
| 2018年4月4日   | THE IDOLM@STER MILLION LIVE! M@STER SPARKLE 08                                                | 765 MILLION ALLSTARS | 「Brand New Theater!」 | ゲーム『アイドルマスター ミリオンライブ！ シアターデイズ』関連曲                              |
| 2018年4月18日  | Caligula -カリギュラ- ゲーム挿入歌 アニメRe:アレンジVer.ミニアルバム                          | μ（上田麗奈） | 「orbit -アニメ Re:アレンジVer.-」 「ピーターパンシンドローム -アニメ Re:アレンジVer.-」 「トキメキ*リベリエ -アニメ Re:アレンジVer.-」 「独創性インシデント -アニメ Re:アレンジVer.-」 「Sadistic Queen -アニメ Re:アレンジVer.-」 「天使の歌 -アニメ Re:アレンジVer.-」 「Sin -アニメ Re:アレンジVer.-」 「コスモダンサー -アニメ Re:アレンジVer.-」 「Distorted†Happiness -アニメ Re:アレンジVer.-」               | テレビアニメ『Caligula -カリギュラ-』挿入歌                                                   |
| 2018年5月23日  | Caligula Overdose/カリギュラ オーバードーズ Original Soundtrack                               | μ（上田麗奈） | 「SuicidePrototype」 「Love Scope」 「おんぼろ」 「SuicidePrototype（Remix）」 「トキメキ*リベリエ（ThornRemix）」 「Love Scope（Remix）」 「Love Scope（ThornRemix）」 「独創性インシデント（ThornRemix）」 「おんぼろ（Remix）」 「おんぼろ（ThornRemix）」 「Cosmo×Queen（ThornRemix）」 「天使の歌（ThornRemix）」                                                                                                | ゲーム『Caligula Overdose -カリギュラ オーバードーズ-』挿入歌                                 |
| 2018年6月2日   | THE IDOLM@STER LIVE THE@TER SOLO COLLECTION 06 プリンセススターズ                             | 高坂海美（上田麗奈） | 「リフレインキス」 | ゲーム『アイドルマスター ミリオンライブ！』関連曲                                             |
| 2018年6月6日   | レネット                                                                                      | μ（上田麗奈） | 「レネット」 「juːˈtoʊpiə」 「Tír na nÓg」 | テレビアニメ『Caligula -カリギュラ-』挿入歌                                                   |
| 2018年7月25日  | THE IDOLM@STER MILLION THE@TER GENERATION 10 咲くは浮世の君花火                               | 閃光☆HANABI団 | 「咲くは浮世の君花火」 「BORN ON DREAM! 〜HANABI☆NIGHT〜」 | ゲーム『アイドルマスター ミリオンライブ！ シアターデイズ』関連曲                              |
| 2018年8月29日  | THE IDOLM@STER MILLION THE@TER GENERATION 11 UNION!!                                          | 765 MILLION ALLSTARS | 「UNION!!」 「Welcome!!」 | ゲーム『アイドルマスター ミリオンライブ！ シアターデイズ』関連曲                              |
| 2018年9月26日  | THE IDOLM@STER THE@TER BOOST 01                                                               | 高坂海美（上田麗奈）、所恵美（藤井ゆきよ）、高山紗代子（駒形友梨）、豊川風花（末柄里恵）、横山奈緒（渡部優衣） | 「ビッグバンズバリボー!!!!!」 「DIAMOND DAYS」 | ゲーム『アイドルマスター ミリオンライブ！ シアターデイズ』関連曲                              |
| 2018年12月12日 | SSSS.GRIDMAN CHARACTER SONG.2                                                                 | 新条アカネ（上田麗奈） | 「もっと君を知りたい」 | テレビアニメ『SSSS.GRIDMAN』関連曲                                                            |
| 2018年12月27日 | アイドルマスター ミリオンライブ！ Blooming Clover 第4巻限定版 オリジナルCD                    | 矢吹可奈（木戸衣吹）、箱崎星梨花（麻倉もも）、高坂海美（上田麗奈） | 「Dreaming!」 | 漫画『アイドルマスター ミリオンライブ！ Blooming Clover』関連曲                               |
| 2019年2月27日  | テレビアニメ『私に天使が舞い降りた！』キャラクターソングアルバム〜天使のうたごえ〜            | 星野みやこ（上田麗奈）、松本香子（Lynn） | 「私に"好き"が舞い降りた」 | テレビアニメ『私に天使が舞い降りた！』関連曲                                                  |
| 2019年4月27日  | THE IDOLM@STER THE@TER SOLO COLLECTION 07 PRINCESS STARS                                      | 高坂海美（上田麗奈） | 「BORN ON DREAM! 〜HANABI☆NIGHT〜」 | ゲーム『アイドルマスター ミリオンライブ！ シアターデイズ』関連曲                              |
| 2019年6月27日  | アイドルマスター ミリオンライブ！ Blooming Clover 第5巻限定版 オリジナルCD                    | 矢吹可奈（木戸衣吹）、北沢志保（雨宮天）、箱崎星梨花（麻倉もも）、高坂海美（上田麗奈） | 「Clover Days」 | 漫画『アイドルマスター ミリオンライブ！ Blooming Clover』関連曲                               |
| 2019年7月24日  | THE IDOLM@STER MILLION THE@TER WAVE 01 Flyers!!!                                              | 765 MILLION ALLSTARS | 「Flyers!!!」 | ゲーム『アイドルマスター ミリオンライブ！ シアターデイズ』関連曲                              |
| 2019年9月10日  | 白猫プロジェクト 5th Anniversary Original Soundtrack                                          | クラウディア（上田麗奈） | 「Hymnus」 「Oratio」 | ゲーム『白猫プロジェクト』関連曲                                                              |
| 2019年9月10日  | 白猫プロジェクト 5th Anniversary Original Soundtrack                                          | クラウディア（上田麗奈）、テオドール（松風雅也）、レオン（伊藤健太郎） | 「喜びのうた」 | ゲーム『白猫プロジェクト』関連曲                                                              |
| 2020年8月26日  | THE IDOLM@STER MILLION THE@TER WAVE 10 Glow Map                                               | 765 MILLION ALLSTARS | 「Glow Map」 | ゲーム『アイドルマスター ミリオンライブ！ シアターデイズ』関連曲                              |
| 2020年8月27日  | アイドルマスター ミリオンライブ！ Blooming Clover 第7巻限定版 オリジナルCD                    | 高坂海美（上田麗奈）、宮尾美也（桐谷蝶々） | 「Vertex Meister」 | 漫画『アイドルマスター ミリオンライブ！ Blooming Clover』関連曲                               |
| 2020年11月25日 | THE IDOLM@STER MILLION THE@TER WAVE 08 miraclesonic☆expassion                                 | miraclesonic☆expassion | 「絶対的Performer」 「My Evolution」 | ゲーム『アイドルマスター ミリオンライブ！ シアターデイズ』関連曲                              |
| 2021年2月10日  | 劇場版「美少女戦士セーラームーンEternal」 キャラクターソング集 Eternal Collection             | セレセレ（上田麗奈）、パラパラ（諸星すみれ）、ジュンジュン（原優子）、ベスベス（高橋李依） | 「Welcome to the circus」 | 劇場アニメ『劇場版 美少女戦士セーラームーンEternal』関連曲                                    |
| 2021年5月22日  | THE IDOLM@STER LIVE THE@TER SOLO COLLECTION 08 Princess Stars                                 | 高坂海美（上田麗奈） | 「ビッグバンズバリボー」 | ゲーム『アイドルマスター ミリオンライブ！ シアターデイズ』関連曲                              |
| 2021年6月9日   | needLe/ステラ                                                                                 | Leo/need、初音ミク | 「needLe」 「ステラ」 | ゲーム『プロジェクトセカイ カラフルステージ！ feat. 初音ミク』関連曲                          |
| 2021年7月28日  | THE IDOLM@STER MILLION THE@TER SEASON Harmony 4 You                                           | 765 MILLION ALLSTARS | 「Harmony 4 You」 | ゲーム『アイドルマスター ミリオンライブ！ シアターデイズ』関連曲                              |
| 2021年7月28日  | THE IDOLM@STER MILLION THE@TER SEASON Harmony 4 You                                           | プリンセススターズ | 「EVERYDAY STARS!!」 | ゲーム『アイドルマスター ミリオンライブ！ シアターデイズ』関連曲                              |
| 2021年8月4日   | VOY@GER                                                                                       | THE IDOLM@STER FIVE STARS!!! | 「VOY@GER」 | 「アイドルマスターシリーズ」イメージソング                                                    |
| 2021年8月4日   | VOY@GER ミリオンライブ！盤                                                                    | MILLIONSTARS | 「VOY@GER」 | 「アイドルマスターシリーズ」イメージソング                                                    |
| 2021年8月4日   | VOY@GER ミリオンライブ！盤                                                                    | 高坂海美（上田麗奈） | 「VOY@GER」 | 「アイドルマスターシリーズ」イメージソング                                                    |
| 2021年8月25日  | THE IDOLM@STER MILLION LIVE! 聖ミリオン女学園                                                 | 高坂海美（上田麗奈）、三浦あずさ（たかはし智秋）、中谷育（原嶋あかり） | 「カーテシーフラワー」 | ゲーム『アイドルマスター ミリオンライブ！ シアターデイズ』関連曲                              |
| 2021年10月13日 | 「現実主義勇者の王国再建記」Blu-ray BOX特典CD                                                 | ジュナ・ドーマ（上田麗奈） | 「Give a reason」 「港町の子守唄」 「ワタリドリ」 | テレビアニメ『現実主義勇者の王国再建記』挿入歌                                                |
| 2021年11月10日 | A Promise                                                                                     | ディア（上田麗奈） | 「A Promise」 | テレビアニメ『世界最高の暗殺者、異世界貴族に転生する』エンディングテーマ                      |
| 2021年12月22日 | 世界最高の暗殺者、異世界貴族に転生する BD・DVD第1巻特典CD                                     | ディア（上田麗奈） | 「Dazzling」 | テレビアニメ『世界最高の暗殺者、異世界貴族に転生する』挿入歌                                  |
| 2022年2月12日  | THE IDOLM@STER LIVE THE@TER SOLO COLLECTION 09 Princess Stars                                 | 高坂海美（上田麗奈） | 「Starry Melody」 | ゲーム『アイドルマスター ミリオンライブ！ シアターデイズ』関連曲                              |
| 2022年2月23日  | THE IDOLM@STER MILLION THE@TER SEASON CLEVER CLOVER                                           | 箱崎星梨花（麻倉もも）、三浦あずさ（たかはし智秋）、ロコ（中村温姫）、高坂海美（上田麗奈） | 「産声とクラブ」 | ゲーム『アイドルマスター ミリオンライブ！ シアターデイズ』関連曲                              |
| 2022年2月23日  | THE IDOLM@STER MILLION THE@TER SEASON CLEVER CLOVER                                           | CLEVER CLOVER | 「Shamrock Vivace」 「Harmony 4 You」 | ゲーム『アイドルマスター ミリオンライブ！ シアターデイズ』関連曲                              |
| 2022年2月16日  | 霽れを待つ/「1」                                                                              | Leo/need、初音ミク | 「霽れを待つ」 | ゲーム『プロジェクトセカイ カラフルステージ！ feat. 初音ミク』関連曲                          |
| 2022年2月16日  | 霽れを待つ/「1」                                                                              | Leo/need、巡音ルカ | 「「1」」 | ゲーム『プロジェクトセカイ カラフルステージ！ feat. 初音ミク』関連曲                          |
| 2022年5月11日  | Leo/need SEKAI ALBUM vol.1                                                                    | Leo/need | 「ウミユリ海底譚」 | ゲーム『プロジェクトセカイ カラフルステージ！ feat. 初音ミク』関連曲                          |
| 2022年5月11日  | Leo/need SEKAI ALBUM vol.1                                                                    | Leo/need、初音ミク | 「from Y to Y」 「カゲロウデイズ」 | ゲーム『プロジェクトセカイ カラフルステージ！ feat. 初音ミク』関連曲                          |
| 2022年7月27日  | THE IDOLM@STER MILLION THE@TER SEASON 夢にかけるRainbow                                       | 765 MILLION ALLSTARS | 「夢にかけるRainbow」 | ゲーム『アイドルマスター ミリオンライブ！ シアターデイズ』関連曲                              |
| 2022年7月27日  | THE IDOLM@STER MILLION THE@TER SEASON 夢にかけるRainbow                                       | プリンセススターズ | 「夢にかけるRainbow」 | ゲーム『アイドルマスター ミリオンライブ！ シアターデイズ』関連曲                              |
| 2022年8月31日  | THE IDOLM@STER MILLION LIVE! M@STER SPARKLE2 08                                               | 高坂海美（上田麗奈） | 「美！美！美！ビルドUP!!」 | ゲーム『アイドルマスター ミリオンライブ！ シアターデイズ』関連曲                              |
| 2022年10月12日 | 私に天使が舞い降りた！ プレシャス・フレンズ サウンド・コレクション                            | 白咲花（指出毬亜）、星野みやこ（上田麗奈） | 「大切な気持ち」 | 劇場アニメ『私に天使が舞い降りた! プレシャス・フレンズ』挿入歌                                |
| 2022年11月16日 | フロムトーキョー/流星のパルス                                                                 | Leo/need、初音ミク | 「フロムトーキョー」 | ゲーム『プロジェクトセカイ カラフルステージ！ feat. 初音ミク』関連曲                          |
| 2022年11月16日 | フロムトーキョー/流星のパルス                                                                 | Leo/need、MEIKO | 「流星のパルス」 | ゲーム『プロジェクトセカイ カラフルステージ！ feat. 初音ミク』関連曲                          |
| 2022年11月26日 | アイドルマスター ミリオンライブ！ Blooming Clover 第12巻限定版 オリジナルCD                   | 矢吹可奈（木戸衣吹）、高坂海美（上田麗奈） | 「キミがいて夢になる」 | 漫画『アイドルマスター ミリオンライブ！ Blooming Clover』関連曲                               |
| 2022年12月14日 | THE IDOLM@STER MILLION THE@TER VARIETY 02                                                     | 765 MILLION ALLSTARS | 「Brand New Theater! 〜Brand New Year Ver.〜」 | ゲーム『アイドルマスター ミリオンライブ！ シアターデイズ』関連曲                              |
| 2023年1月14日  | THE IDOLM@STER LIVE THE@TER SOLO COLLECTION 11 Princess Stars                                 | 高坂海美（上田麗奈） | 「カーテシーフラワー」 | ゲーム『アイドルマスター ミリオンライブ！ シアターデイズ』関連曲                              |
| 2023年3月23日  | THE IDOLM@STER 765 MILLION ALLSTARS BEST                                                      | 765 MILLION ALLSTARS | 「Thank You!（765 MILLION ALLSTARS ver.）」 「夢にかけるRainbow（Brand New Ver.）」 「Crossing!」 | ゲーム『アイドルマスター ミリオンライブ！ シアターデイズ』関連曲                              |
| 2023年3月23日  | THE IDOLM@STER LIVE THE@TER BEST                                                              | スコーピオ | 「リフレインキス（Brand New Ver.）」 | ゲーム『アイドルマスター ミリオンライブ！ シアターデイズ』関連曲                              |
| 2023年3月23日  | THE IDOLM@STER LIVE THE@TER BEST                                                              | Starlight Melody | 「Starry Melody（Brand New Ver.）」 | ゲーム『アイドルマスター ミリオンライブ！ シアターデイズ』関連曲                              |
| 2023年4月22日  | THE IDOLM@STER LIVE THE@TER SOLO COLLECTION 12 Princess Stars                                 | 高坂海美（上田麗奈） | 「咲くは浮世の君花火」 | ゲーム『アイドルマスター ミリオンライブ！ シアターデイズ』関連曲                              |
| 2023年4月28日  | Be The MUSIC!                                                                                 | 「All Music MIKUdemy」一同 | 「Be The MUSIC!」 | ゲーム『プロジェクトセカイ カラフルステージ！ feat. 初音ミク』関連曲                          |
| 2023年6月10日  | トワツガイ Original Soundtrack                                                                | カラス（近藤玲奈）、ハクチョウ（立花理香）、エナガ（立花日菜）、スズメ（高橋李依）、フクロウ（小泉萌香）、フラミンゴ（和氣あず未）、ツル（上田麗奈）、ハチドリ（富田美憂）、モズ（鬼頭明里）、ツバメ（日向未南）                                    | 「トワノユメ」 | ゲーム『トワツガイ』関連曲                                                                    |
| 2023年7月5日   | STAGE OF SEKAI/Peaky Peaky                                                                    | Leo/need、鏡音レン | 「STAGE OF SEKAI」 | ゲーム『プロジェクトセカイ カラフルステージ！ feat. 初音ミク』関連曲                          |
| 2023年7月5日   | STAGE OF SEKAI/Peaky Peaky                                                                    | Leo/need、KAITO | 「Peaky Peaky」 | ゲーム『プロジェクトセカイ カラフルステージ！ feat. 初音ミク』関連曲                          |
| 2023年7月5日   | オーダーメイド/てらてら                                                                       | Leo/need、巡音ルカ | 「オーダーメイド」 | ゲーム『プロジェクトセカイ カラフルステージ！ feat. 初音ミク』関連曲                          |
| 2023年7月5日   | オーダーメイド/てらてら                                                                       | Leo/need、初音ミク | 「てらてら」 | ゲーム『プロジェクトセカイ カラフルステージ！ feat. 初音ミク』関連曲                          |
| 2023年7月26日  | THE IDOLM@STER MILLION LIVE! グッドサイン                                                     | 765 MILLION ALLSTARS | 「グッドサイン」 | ゲーム『アイドルマスター ミリオンライブ！ シアターデイズ』関連曲                              |
| 2023年7月26日  | THE IDOLM@STER MILLION LIVE! グッドサイン                                                     | プリンセススターズ | 「グッドサイン」 | ゲーム『アイドルマスター ミリオンライブ！ シアターデイズ』関連曲                              |
| 2023年8月23日  | THE IDOLM@STER MILLION ANIMATION THE@TER『Rat A Tat!!!』                                      | MILLIONSTARS | 「Rat A Tat!!!」 | テレビアニメ『アイドルマスター ミリオンライブ！』オープニングテーマ                           |
| 2023年8月23日  | THE IDOLM@STER MILLION ANIMATION THE@TER『Rat A Tat!!!』                                      | MILLIONSTARS | 「セブンカウント」 | テレビアニメ『アイドルマスター ミリオンライブ！』イメージソング                               |
| 2023年8月30日  | Voices/the WALL                                                                               | Leo/need、鏡音リン | 「Voices」 | ゲーム『プロジェクトセカイ カラフルステージ！ feat. 初音ミク』関連曲                          |
| 2023年8月30日  | Voices/the WALL                                                                               | Leo/need、初音ミク | 「the WALL」 | ゲーム『プロジェクトセカイ カラフルステージ！ feat. 初音ミク』関連曲                          |
| 2023年9月20日  | THE IDOLM@STER MILLION ANIMATION THE@TER MILLIONSTARS Team2nd『海風とカスタネット』           | MILLIONSTARS Team2nd | 「海風とカスタネット」 | テレビアニメ『アイドルマスター ミリオンライブ！』挿入歌                                       |
| 2023年9月27日  | THE IDOLM@STER MILLION THE@TER VARIETY 04                                                     | 我那覇響（沼倉愛美）、横山奈緒（渡部優衣）、高坂海美（上田麗奈）、真壁瑞希（阿部里果）、宮尾美也（桐谷蝶々） | 「夢みがちBride」 | ゲーム『アイドルマスター ミリオンライブ！ シアターデイズ』関連曲                              |
| 2023年11月22日 | Flyway/相生                                                                                   | Leo/need、鏡音レン | 「Flyway」 | ゲーム『プロジェクトセカイ カラフルステージ！ feat. 初音ミク』関連曲                          |
| 2023年11月22日 | Flyway/相生                                                                                   | Leo/need、MEIKO | 「相生」 | ゲーム『プロジェクトセカイ カラフルステージ！ feat. 初音ミク』関連曲                          |
| 2023年11月22日 | 貴方の側に。                                                                                  | 斎森美世（上田麗奈） | 「貴方の側に。」 | テレビアニメ『わたしの幸せな結婚』関連曲                                                      |
| 2024年2月21日  | THE IDOLM@STER MILLION ANIMATION THE@TER START THE DREAM                                      | MILLIONSTARS | 「REFRAIN REL@TION」 「Brand New Theater!」 | テレビアニメ『アイドルマスター ミリオンライブ！』挿入歌                                       |
| 2024年2月21日  | THE IDOLM@STER MILLION ANIMATION THE@TER START THE DREAM                                      | MILLIONSTARS | 「Thank You!（Acoustic ver.）」 | テレビアニメ『アイドルマスター ミリオンライブ！』挿入歌                                       |
| 2024年2月23日  | アイドルマスター ミリオンライブ！ BD 特装版第2巻 特典CD                                       | MILLIONSTARS Team2nd | 「Rat A Tat!!!」 | テレビアニメ『アイドルマスター ミリオンライブ！』関連曲                                       |
| 2024年2月24日  | THE IDOLM@STER LIVE THE@TER SOLO COLLECTION 「REFRAIN REL@TION」 Princess Stars               | 高坂海美（上田麗奈） | 「REFRAIN REL@TION」 | テレビアニメ『アイドルマスター ミリオンライブ！』関連曲                                       |
| 2024年3月6日   | 『魔都精兵のスレイブ』キャラクターソングミニアルバム 02 「六番組COLLECTION」                  | 魔防隊六番組 | 「六番組COLLECTION」 | テレビアニメ『魔都精兵のスレイブ』関連曲                                                      |
| 2024年3月6日   | 『魔都精兵のスレイブ』キャラクターソングミニアルバム 02 「六番組COLLECTION」                  | 若狭サハラ（上田麗奈） | 「羊かぞえうた」 | テレビアニメ『魔都精兵のスレイブ』関連曲                                                      |
| 2024年5月10日  | 『トラペジウム』オリジナル・サウンドトラック                                                  | 東ゆう（結川あさき）、大河くるみ（羊宮妃那）、華鳥蘭子（上田麗奈）、亀井美嘉（相川遥花） | 「なりたいじぶん」 | 劇場アニメ『トラペジウム』挿入歌                                                              |
| 2024年5月10日  | 『トラペジウム』オリジナル・サウンドトラック                                                  | 東ゆう（結川あさき）、大河くるみ（羊宮妃那）、華鳥蘭子（上田麗奈）、亀井美嘉（相川遥花） | 「方位自身」 | 劇場アニメ『トラペジウム』エンディングテーマ                                                  |
| 2024年6月12日  | 星を繋ぐ/purpose                                                                              | Leo/need、KAITO | 「星を繋ぐ」 | ゲーム『プロジェクトセカイ カラフルステージ！ feat. 初音ミク』関連曲                          |
| 2024年6月12日  | 星を繋ぐ/purpose                                                                              | Leo/need、鏡音リン | 「purpose」 | ゲーム『プロジェクトセカイ カラフルステージ！ feat. 初音ミク』関連曲                          |
| 2024年6月26日  | THE IDOLM@STER MILLION MOVEMENT OF STARDOM ROAD 01 アイドルステアウェイ                       | 周防桃子（渡部恵子）、高坂海美（上田麗奈）、徳川まつり（諏訪彩花）、豊川風花（末柄里恵） | 「アイドルステアウェイ」 | ゲーム『アイドルマスター ミリオンライブ！ シアターデイズ』関連曲                              |
| 2024年7月3日   | プロジェクトセカイ カラフルステージ！ feat. 初音ミク アナザーボーカルアルバム Leo/need        | 星乃一歌（野口瑠璃子）、望月穂波（上田麗奈） | 「from Y to Y」 | ゲーム『プロジェクトセカイ カラフルステージ！ feat. 初音ミク』関連曲                          |
| 2024年7月3日   | プロジェクトセカイ カラフルステージ！ feat. 初音ミク アナザーボーカルアルバム Leo/need        | 望月穂波（上田麗奈） | 「needLe」 「ステラ」 「ウミユリ海底譚」 「霽れを待つ」 「「1」」 「フロムトーキョー」 「カゲロウデイズ」 | ゲーム『プロジェクトセカイ カラフルステージ！ feat. 初音ミク』関連曲                          |
| 2024年7月17日  | 偽りの救済                                                                                    | ツル（上田麗奈）、ハチドリ（富田美憂） | 「偽りの救済」 | ゲーム『トワツガイ』関連曲                                                                    |
| 2024年7月24日  | 『わんだふるぷりきゅあ!』ボーカルアルバム 〜We are わんだふる!!!!〜                           | 猫屋敷まゆ（上田麗奈） | 「まごころ＋INSPIRATI☆N」 | テレビアニメ『わんだふるぷりきゅあ!』関連曲                                                   |
| 2024年7月24日  | 『わんだふるぷりきゅあ!』ボーカルアルバム 〜We are わんだふる!!!!〜                           | 犬飼こむぎ（長縄まりあ）、犬飼いろは（種﨑敦美）、猫屋敷ユキ（松田颯水）、猫屋敷まゆ（上田麗奈） | Hello・Bow・Mew 〜We are わんだふる!!!!〜 | テレビアニメ『わんだふるぷりきゅあ!』関連曲                                                   |
| 2024年7月26日  | アイドルマスター ミリオンライブ！ Blooming Clover 第16巻限定版 オリジナルCD                   | 矢吹可奈（木戸衣吹）、北沢志保（雨宮天）、箱崎星梨花（麻倉もも）、高坂海美（上田麗奈） | 「Believe Clover」 「いっしょ」 | 漫画『アイドルマスター ミリオンライブ！ Blooming Clover』関連曲                               |
| 2024年7⽉31⽇  | THE IDOLM@STER MILLION LIVE! 7Days A Week!!                                                   | 765 MILLION ALLSTARS | 「7Days A Week!!」 「DIAMOND DAYS」 | ゲーム『アイドルマスター ミリオンライブ！ シアターデイズ』関連曲                              |
| 2024年7⽉31⽇  | THE IDOLM@STER LIVE THE@TER SOLO COLLECTION 「DIAMOND DAYS」 PRINCESS STARS                   | 高坂海美（上田麗奈） | 「DIAMOND DAYS」 | ゲーム『アイドルマスター ミリオンライブ！ シアターデイズ』関連曲                              |
| 2024年8月21日  | しあわせえぼりゅ〜しょん♡ 〜こむぎ&いろはVer.〜 / しあわせえぼりゅ〜しょん♡ 〜ユキ&まゆVer.〜 | 吉武千颯 with わんだふるぷりきゅあ! | 「わんだふるぷりきゅあ！evolution!! with Wonderful Precure！ Ver.」 | テレビアニメ『わんだふるぷりきゅあ!』関連曲                                                   |
| 2024年9月18日  | インテグラル/レグルス                                                                         | Leo/need、初音ミク | 「インテグラル」 | ゲーム『プロジェクトセカイ カラフルステージ！ feat. 初音ミク』関連曲                          |
| 2024年9月18日  | インテグラル/レグルス                                                                         | Leo/need、KAITO | 「レグルス」 | ゲーム『プロジェクトセカイ カラフルステージ！ feat. 初音ミク』関連曲                          |
| 2024年11月13日 | アイドルランドプリパラ ソング♪コレクション OPEN DREAM LAND!                                   | エヴァーゴールド | 「リープ・トゥ・ザ・ゴールデン・イヤー!!!」 | Webアニメ『アイドルランドプリパラ』エンディングテーマ・挿入歌                                 |
| 2025年1月17日  | SToRY                                                                                         | Leo/need | 「SToRY」 | 劇場アニメ『劇場版プロジェクトセカイ 壊れたセカイと歌えないミク』関連曲                       |
| 2025年1月30日  | Worlders                                                                                      | バーチャル・シンガー、Leo/need、MORE MORE JUMP!、Vivid BAD SQUAD、ワンダーランズ×ショウタイム、25時、ナイトコードで。 | 「Worlders」 | 劇場アニメ『劇場版プロジェクトセカイ 壊れたセカイと歌えないミク』エンディングテーマ           |
| 2025年2月19日  | すれすれ/それでも僕らは歌うことをやめない                                                     | Leo/need、MEIKO | 「すれすれ」 | ゲーム『プロジェクトセカイ カラフルステージ！ feat. 初音ミク』関連曲                          |
| 2025年2月19日  | すれすれ/それでも僕らは歌うことをやめない                                                     | Leo/need、鏡音レン | 「それでも僕らは歌うことをやめない」 | ゲーム『プロジェクトセカイ カラフルステージ！ feat. 初音ミク』関連曲                          |
| 2025年2月21日  | 群青讃歌（劇場版プロジェクトセカイver.）                                                      | Leo/need、MORE MORE JUMP!、Vivid BAD SQUAD、ワンダーランズ×ショウタイム、25時、ナイトコードで。 | 「群青讃歌（劇場版プロジェクトセカイver.）」 | 劇場アニメ『劇場版プロジェクトセカイ 壊れたセカイと歌えないミク』挿入歌                       |
| 2025年2月27日  | 快晴「劇場版プロジェクトセカイ」ver.                                                          | Leo/need | 「快晴「劇場版プロジェクトセカイ」ver.」 | 劇場アニメ『劇場版プロジェクトセカイ 壊れたセカイと歌えないミク』挿入歌                       |
| 2025年3月31日  | フレー                                                                                        | Leo/need、初音ミク | 「フレー」 | 大塚製薬『ポカリスエット』×『プロジェクトセカイ カラフルステージ！ feat. 初音ミク』コラボ楽曲 |
| 2025年6月25日  | Leo/need SEKAI ALBUM vol.3                                                                    | Leo/need、初音ミク | 「glow」 「初めての恋が終わる時」 「Henceforth」 | ゲーム『プロジェクトセカイ カラフルステージ！ feat. 初音ミク』関連曲                          |
| 2025年6月25日  | Leo/need SEKAI ALBUM vol.3                                                                    | 星乃一歌（野口瑠璃子）、望月穂波（上田麗奈）、初音ミク | 「ハイドアンド・シーク」 | ゲーム『プロジェクトセカイ カラフルステージ！ feat. 初音ミク』関連曲                          |
| 2025年6月25日  | Leo/need SEKAI ALBUM vol.3                                                                    | Leo/need、MEIKO | 「幾望の月」 | ゲーム『プロジェクトセカイ カラフルステージ！ feat. 初音ミク』関連曲                          |
| 2025年6月25日  | Leo/need SEKAI ALBUM vol.3                                                                    | Leo/need、鏡音リン | 「東京テディベア」 | ゲーム『プロジェクトセカイ カラフルステージ！ feat. 初音ミク』関連曲                          |
| 2025年6月25日  | Leo/need SEKAI ALBUM vol.3                                                                    | Leo/need、巡音ルカ | 「抜錨」 | ゲーム『プロジェクトセカイ カラフルステージ！ feat. 初音ミク』関連曲                          |
| 2025年6月25日  | Leo/need SEKAI ALBUM vol.3                                                                    | Leo/need、KAITO | 「モザイクロール (Reloaded)」 「ワールド・ランプシェード [reunion]」 | ゲーム『プロジェクトセカイ カラフルステージ！ feat. 初音ミク』関連曲                          |
| 2025年7月2日   | monoのうた                                                                                    | 秋山春乃（上田麗奈） | 「猫とうたた寝日和」 | テレビアニメ『mono』関連曲                                                                    |
| 2025年9月3日   | その音が鳴るなら/Sympathy                                                                     | Leo/need、巡音ルカ | 「その音が鳴るなら」 | ゲーム『プロジェクトセカイ カラフルステージ！ feat. 初音ミク』関連曲                          |
| 2025年9月3日   | その音が鳴るなら/Sympathy                                                                     | Leo/need、初音ミク | 「Sympathy」 | ゲーム『プロジェクトセカイ カラフルステージ！ feat. 初音ミク』関連曲                          |

## ライブ・イベント

### 合同ライブ
| 出演日            | タイトル                                                         | 会場                                      |
| ----------------- | ---------------------------------------------------------------- | ----------------------------------------- |
| 2019年6月23日     | 20th Anniversary ランティス祭り 2019 A・R・I・G・A・T・O ANISONG | 幕張メッセ国際展示場 9-11ホール（千葉県） |
| 2024年10月12日    | わんだふるぷりきゅあ!LIVE2024 FUN☆FUN☆えぼりゅーしょん!          | KT Zepp Yokohama（神奈川県）              |
| 2025年2月8日・9日 | わんだふるぷりきゅあ!感謝祭                                      | TOKYO DOME CITY HALL（東京都）            |

## 書籍

### 写真集
- くちなし（2018年6月29日、東京ニュース通信社）ISBN 978-4-86336-788-3

### フォトブック
- “アトリエReina"オフィシャルフォトブック DRAWING（2020年8月31日、主婦の友インフォス）ISBN 978-4-07-341959-4

### デジタルフォトブック
- わすれな（2019年10月21日、BookLive）